# Los dioses de Pegāna
Los dioses de Pegāna es un libro de cuentos que recopila historias de supuestos dioses antigos imaginados por Lord Dunsany. Dunsany comenzó a escribirlo en 1904 pero fue publicado por primera vez en 1905 por Elkin Matthews. Más tarde en 1911, Pegana Press la publicó. Cuenta con ilustraciones de S. H. Sime. 
Su siguiente publicación El tiempo y los dioses en 1906 continúa las historias, esta vez enfocándose en el tiempo. 

## Argumento
En medio del Comienzo, el Destino y la Suerte decidieron que Maya-Yood Sushai fuera el creador. Quienquiera que haya ganado el juego, le encomendó a Maya-Yood Sushai crear a los dioses.

## Contenido
- Prólogo
- Los dioses de Pegāna
- Sobre Skarl, el tamborista
- Sobre la creación de los mundos
- Sobre el juego de los dioses
- Sobre el canto de los dioses
- Los dichos de Kib
- Concerniente a Sish
- Los dichos de Slid
- Las obras de Mung
- El canto de los sacerdotes
- Los dichos de Limpang-Tung
- Sobre Yoharneth-Lahai
- Sobre Roon, el dios del Ir
- La rebelión de los dioses caseros
- Sobre Dorozhand
- El ojo en el residuo
- Sobre la cosa que no es ni dios ni bestia
- Yonath, el profeta
- Yug, el profeta
- Alhireth-Hotep, el profeta
- Kabok, el profeta
- Sobre la calamidad que arrojó a Yūn-Ilāra al mar y sobre la construcción de la torre al final de los días
- Sobre los dioses que abrumaron a Sidith
- Sobre cómo Imbaun se convistió en alto profeta Aradec de todos los dioses salvo uno
- Sobre cómo Imbaun conoció a Zodrak
- Pegāna
- Los dichos de Imbaun
- Sobre cómo Imbaun habló sobre la muerte al rey
- Sobre Ood
- El río
- El pájaro de la condena y el fin

## Lugares

### Pegāna
Se localiza en el Mar Central. En un principio estaba en total silencio, excepto por el tambor de Skarl. Era el Medio de Todo. 

### Wornath-Mavai
Un jardín más digno que todos los demás en la Tierra. Estaba en un valle y miraba hacia el Sur. Lugar de descanso de Sish y donde las flores crecen mientras los dioses son jóvenes. Ahora los dioses no caminan ahí. 

### Bodraháhn
Hay siete desiertos (el de los rastros de los viajeros dignos, el de los rastros, el que no ha sido pisado por los hombres, el de arena, el de polvo, el de piedras y el Desierto de Desiertos). La ciudad donde la caravana termina. 

### Sidith
Por tres años, este valle sufrió de hambruna y guerra.

### Templo de todos los dioses salvo uno
Está en la ciudad de Aradec. Se cree que en el domo del Pasillo de la Noche está escrito en una lengua desconocida el Secreto de las Cosas.

### Gran templo de un solo dios
Templo de Mana-Yood Sushai. En él no se puede rezar ni hacer nada que no sea descansar. Se localiza en Sundari, más allá de las planicies. 

### Río
Fluye por los cielos y los Mundos hasta el Borde de los Mundos. Es un río de silencio.

## Tiempo
Están en el medio del Tiempo. Cada millón de años, los dioses juegan un Juego. Es el siervo de Sish y de todos los dioses. Se dice que un día Tiempo se opondrá a los dioses y buscará matarlos, a todos excepto a Mana-Yood-Sushai.

## Panteón de Pegāna

### Mana-Yood Sushai
Es el dios supremo y creador de todas las demás deidades, elegido por el Destino y la Suerte. Una vez que creó a los dioses, se fue a descansar por millones de años. Cuando Mana-Yood Sushai despierta, todos los dioses y sus creaciones desaparecen y creará nuevos dioses. Aunque todos saben de su existencia, ningún hombre le puede rezar. Algunos piensan que todo lo que existe es tan sólo sus sueños. Dios del Haber Hecho y del Descanso.

### Skarl, el tamborilero
Creado por Mana-Yood Sushai. Su tambor mantiene dormido a Mana-Yood Sushai y se mantiene a los pies de éste. Algunos piensan que los Mundos y los Soles son los ecos del tambor que resuenan en los sueños de Mana-Yood Sushai. Skarl debe de hacer sonar su tambor todo el tiempo para no despertar a Mana-Yood Sushai y que los dioses puedan realizar sus propósitos. Una vez que se detenga, caminará hacia el vacío y esperar a que haya otro dios a quien pueda servir. Sólo se escucha su tambor, pues los dioses hablan con sus manos o despertarán a Mana si hablan.

### Kib
Dio origen a las bestias en la Tierra, creando Vida. En el segundo Juego, cubrió a la Tierra de Hombres. Fue el primero en romper el silencio y hablar como los hombres.

### Mung
Señor de todas las muertes entre Pegãna y el borde. Celoso por la creación de bestias de Kib, creó a la Muerte y la envió a la Tierra. Camina en todas partes todo el tiempo. Puede quitarle la vida a todo al que le haga su seña. 

### Sish
El destructor de horas. Tiene a su servicio a Tiempo. Está después de Kib que trae Vida y antes de Mung que trae Muerte. Destruyó las ciudades e hizo que Tiempo devorara todo, excepto Wornath-Mavai. 

### Slid
Encomendó a los hombres a rezar a los dioses Pequeños, en lugar de a Mana-Yood-Sushai. Es el señor de todas las aguas del mundo. Su alma está en el Mar, por lo que todo llega al Mar. Es un dios más feliz que los demás.

### Limpang-Tung
El dios de la alegría y de los juglares melodiosos. Se considera a sí mismo inferior a los dioses Pequeños. Se dedica a pintar cada día dos cielos (uno azul en el día y otro, oscuro en la noche) diferentes para que los Hombres no se aburran de ver lo mismo siempre. Hizo una melodía del río y robó el himno del bosque. Sus sonidos están en todo lo que se mueve. Talló sus tubos de órgano en el interior de una montaña para que los vientos lleven la melodía a todos. Los vientos son sus siervos.

### Yoharneth-Lahai
Es el dios de los pequeños sueños y las fantasías. Manda sueños cada noche para complacer a la gente de la Tierra. 

### Roon
El dios del ir. Conoció a los Mundos antes que hubiera luz en Pegãna y bailó en el Vacío. Envió a todos los ríos de las montañas al Mar. Habló al Viento del Norte para que dejara de estar quieto. Hizo que los hombres salieran de sus casas y viajaran. En su templo está grabado en oro: Yarinareth, Yarinareth, Yarinareth; que significa “más allá”. Su templo ve al Este hacia el Mar, donde está tallado.

### Dorozhand
Sus ojos miran el Final. El Dios del Destino. Su instrumento es la Vida. Cuando Dorozhand cumpla su cometido, Kib irá con Mana-Yood Sushai y lo despertará. Tallada a imagen del dios Hoodrazai.

### Hoodrazai
Dios que descubrió el secreto de Maya-Yood Sushai y sabe cómo hacer dioses. Solía ser el dios de la alegría hasta que descubrió el secreto y dejó de ser alegre. 

### Ranorada
El ojo de los residuos. Es una montaña viviente en el Desierto de Desiertos. En su base está grabado: “Al dios que sabe”.

### Zodrak
Señor de los siete cielos. Padre de las tormentas y escritor de los truenos.

### Mil dioses caseros
Según Roon los dioses caseros no viven en Pegāna y son inferiores a él y a los hombres.
- Pitsu, quien acaricia al gato
- Hobith, quien calma al perro
- Habaniah, el señor de las brasas
- Zumbiboo, el señor del polvo
- El viejo Gribaun, quien se sienta en el corazón del fuego para convertir al bosque en cenizas
- Kilooloogung, el señor del humo ascendiente
- Jabim, el señor de las cosas rotas
- Triboogie, el señor de la oscuridad (sus hijas son las sombras)
- Hish, el señor del silencio (sus hijos son los murciélagos), sólo los grillos no callan.
- Wohoon, el señor de los Ruidos en la Noche
- Eimes, Zanes y Segástrion, antiguos señores rebeldes que inundaron las ciudades. Sus madre son las Tres Cimas Grises. Su padre es la Tormenta. Eimes, la alegría de los rebaños rumiantes; Zanes, quien inclinó el cuello al yugo del hombre; y Segástrion, quien canta viejas canciones de niños pastores.
- Umbool, el señor de la sequía
- Araxes, Zadres y Hyraglion, estrellas del Sur
- Ingazi, Yo y Mindo; estrellas
- Grimbol, Zeebol y Trehagobol, las grandes montañas
- El pájaro de la condena, Mosahn. Anunciará el Fin.

### Otros entes creados por los dioses durante los juegos
- Vida y Muerte
- Dolor
- Sol, el que brilla
- Luna, la que observa
- Mundos
- Cometa, el que busca
- Estrella de la Permanencia, localizada en el Norte
- Tierra, la que pregunta

## Hombres
Los dioses, temerosos de que su Secreto se revelara, pusieron un velo entre ellos y su ignorancia. 
- Yun-Ilara, construyó la Torre de los días finales
- Sacerdotes

### Profetas
- Yadin, destinado a buscar la sabiduría e ir en la caravana a Bodraháhn, cuando trató de engañar a Trogool.
- Yodath, uno de los primeros profetas que les habló sobre los dioses.
- Yug, siguió las profecías de Yodath a su muerte.
- Alhireth, siguió las profecías de Yug a su muerte.
- Kabok, siguió las profecías de Alhireth a su muerte. Advirtió a los hombres sobre Mung.
- Arb-Rin-Hadith, Alto Profeta, rezó por la ciudad de Sidith.
- Imbaum, se convirtió en Alto Profeta al ir a domo del Pasillo de la Noche y engañar a los demás que había leído El secreto de las cosas. Le habló alrey sobre la muerte.
- Los altos profetas que vienen de Andra, Rhoodra y las tierras de más allá al Templo en Aradec de todos los dioses salvo uno.
- Odd, profeta en el Gran templo de un solo dios.

## Trogool
Lo que no es ni dios ni bestia. Sólo gira las páginas del Gran Libro, el Esquema de las Cosas, hasta el Final cuando la página diga: “El final es por siempre”. La página blanca es el día y la negra, la noche. Se sienta detrás de los dioses. Nunca responde a rezos.